# Малауах
Мала́уах (также мала́вах; ивр. מַלַאוַוח‎; араб. ملوح‎) — йеменское кулинарное изделие в виде блина из слоёного теста, особенно распространённое среди йеменских евреев.

## Приготовление
Пресное слоёное тесто для приготовления малауаха изготовляется из муки, воды и небольшого количества сахара и соли.
Получившиеся блины из слоёного теста, промазанные маслом или маргарином, охлаждаются, а затем поджариваются на сковородке или пекутся в духовке.
Подаётся малауах обычно с соусом из измельчённых помидоров, острым схугом и сваренным вкрутую яйцом, однако может подаваться и с тахини, заатаром и оливковым маслом, а также с мёдом или другими сладкими добавками.

## Распространение
Особое распространение малауах получил в Израиле, куда был завезён йеменскими евреями.
Аналогом малауаха является йеменский «хубз мулавах» (араб. خبز ملوح‎) или «рашуш» (араб. رشوش‎) и сомалийский «малавах» (сомал. 𐒐𐒖𐒄𐒝𐒄).